# (5927) Krogh
(5927) Krogh est un astéroïde de la ceinture principale.

## Description
(5927) Krogh est un astéroïde de la ceinture principale. Il fut découvert le 19 avril 1938 à Bergedorf par Wilhelm Dieckvoss. Il présente une orbite caractérisée par un demi-grand axe de 3,15 UA, une excentricité de 0,21 et une inclinaison de 11,2° par rapport à l'écliptique.